# Klaus Heinrich
Pour les articles homonymes, voir Heinrich.
Klaus Heinrich (né le 23 septembre 1927 à Berlin et mort dans cette ville le 23 novembre 2020) est un philosophe et professeur émérite de l'Université libre de Berlin, dont il est l'un des membres fondateurs.

## Parcours
Klaus Heinrich est né en 1927 à Berlin, la ville qui l’a vu grandir et qu’il n’a jamais vraiment quittée. À 15 ans, il est enrôlé dans la Luftwaffe (Armée de l’Air). Un an plus tard, en 1943, une procédure est engagée contre lui pour « défaitisme » et « corruption anti-militariste ». Dès la fin de la guerre, il étudie le droit, la philosophie, la théologie, la sociologie, l'histoire de l'art et la littérature à l'Université Humboldt de Berlin. Victime d'attaques politiques et de dénonciations, il contribue en 1948 à fonder l'Université libre de Berlin à l'Ouest de la ville. Il y soutient ensuite son doctorat en 1952 puis, après une controverse mémorable, sa thèse d’État en 1964, date de parution de son livre majeur et unique en son genre, Essai sur la difficulté de dire non (Versuch über die Schwierigkeit nein zu sagen). Dès 1971, il y enseigne les sciences des religions sur une base « théologico-philosophique » qui intègre notamment les domaines de la logique, de l'ontologie, de la psychanalyse et de la mythologie.[réf. nécessaire] Reconnu et respecté par ses pairs et la majeure partie des penseurs germanophones contemporains, dont certains ont été profondément marqués par son enseignement, il est professeur émérite depuis 1995, et ses 90 ans sont dûment célébrés le 23 septembre 2017 par les grands journaux allemands. Klaus Heinrich meurt le 23 novembre 2020 à Berlin.

## Œuvre
Son œuvre importante se compose en grande partie de séminaires consignés ou enregistrés par ses étudiants (« Dahlemer Vorlesungen »). Sa particularité était d'enseigner sans recourir aux notes. On trouve également une série de recueils avec des conférences et de courts essais (« Reden und kleine Schriften »). L’Essai sur la difficulté de dire non expose, d’une manière paradoxalement systématique et fragmentaire, la pensée singulière de celui que l’on appelle parfois, avec beaucoup de tendresse, le « Socrate de Berlin ».